# Lasha Dvali
Lasha Dvali, né le 14 mai 1995, est un footballeur international géorgien qui évolue actuellement au poste de défenseur central à l'APOEL Nicosie.

## Biographie

### En club
Né à Tbilissi, Lasha Dvali commence à jouer au football au Saburtalo Tbilissi, avant de rejoindre le centre de formation du Rustavi Metallurgist en 2007.
Début 2013, alors qu'il évolue toujours dans le centre de formation du club géorgien, il est transféré en Lettonie, au Skonto Riga. Il joue son premier match pro le 14 juillet 2014 contre le Daugava Riga, et octroie deux passes décisives, contribuant ainsi à la victoire 5 buts à 0 de son équipe.
En septembre 2013, il est transféré au Reading FC, où il est directement prêté un an et demi au Skonto Riga.
Il joue son premier match européen le 4 juillet 2013 contre le FC Tiraspol.
Avec le club letton, il atteint en mai 2014 la finale de la Coupe de Lettonie, où lui et son équipe sont finalement battus aux tirs au but par le FK Jelgava. Près d'un mois plus tard, lors de la 19e journée de championnat face au FS Metta, il marque le premier but de sa carrière professionnelle.
Début 2015, il est de retour à Reading, mais il est de nouveau prêté, cette fois-ci au club turc du Kasımpaşa SK, où il reste jusqu'à la fin de la saison 2014-2015.

### En sélection nationale
Lasha Dvali participe au championnat d'Europe des moins de 19 ans 2013 organisée en Lituanie.
Après avoir évolué avec les différentes sélections de jeunes de la Géorgie, Lasha Dvali est sélectionné par Temuri Ketsbaia pour jouer avec l'équipe première de Géorgie, à la suite de la suspension du milieu de terrain du Karpaty Lviv, Murtaz Daushvili.
Cependant, il ne joue pas lors des matchs opposant la Géorgie à l'Écosse et à Gibraltar. Il effectue donc son premier match avec la sélection le 29 mars 2015 lors d'une défaite face à l'Allemagne, championne du monde en titre.
Le 22 mai 2024, il fait partie de la liste des 26 joueurs convoqués par Willy Sagnol pour disputer l'Euro 2024.

## Palmarès
| Skonto Riga - Coupe de Lettonie : - Finaliste : 2013-14. |  | Ferencváros TC - Championnat de Hongrie (3) : - Champion : 2018-19, 2019-20 et 2020-21. |